# Schtetl

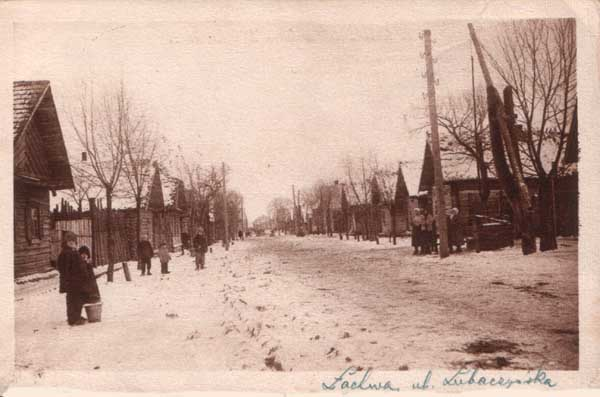
Lachwa, 1926

Schtetl von Pinsk, 1903

Ein Schtetl, auch Stetl, (jiddisch שטעטל schtetl; Plural שטעטלעך schtetlech; deutsch „Städtlein“) ist die Bezeichnung für Siedlungen mit hohem jüdischem Bevölkerungsanteil im Siedlungsbereich der Juden in Osteuropa vor dem Zweiten Weltkrieg.

## Charakter
Meist handelte es sich beim Schtetl um Dörfer oder Kleinstädte, manchmal auch um Stadtteile, in denen etwa zwischen 1.000 und 20.000 Juden lebten. Größere jüdisch geprägte Städte wie Lemberg oder Czernowitz wurden indes als schtot (שטאָט) (vgl. dt. Stadt) bezeichnet. Geographischer Verbreitungsschwerpunkt der Schtetl waren Ostpolen, vor allem Galizien, aber auch die Ukraine, Belarus und Litauen.
Anders als in den Großstädten waren die jüdischen Bewohner in den Schtetl nicht nur geduldet, sondern ungeachtet bisweilen stattfindender Pogrome weitgehend akzeptiert. Sie konnten sich dort „wie in der heiligen Stadt Jerusalem“ fühlen, waren diese Städtchen doch keine Ghettos:

„... sondern wesensmäßig ebenso wie definitionsgemäß das Gegenteil. Ein Städtel war nicht das Anhängsel einer christlichen Gemeinde innerhalb der Bannmeile, nicht ein diskriminierter Fremdkörper innerhalb einer höheren Zivilisation, sondern im Gegenteil, eine scharf profilierte in ihren Grundlagen gefestigte autonome Gemeinschaft mit einer eigenartigen Kultur – dies inmitten von Armut und Hässlichkeit, und eingekreist von Feinden des jüdischen Glaubens. Das Schtetl war ein Zentrum, von dem aus gesehen die slawischen Dörfer periphere Agglomerationen waren, deren Einwohner, zumeist Analphabeten, zum Geistigen kaum eine Beziehung hatten. In all seiner Misere war das jüdische Städtchen eine kleine Civitas Dei – geistig und geistlich erstaunlich, in mancher Hinsicht um Jahrhunderte zurückgeblieben, nicht selten abstoßend, aber dennoch bewundernswert, ... Die Juden des Ghettos von Venedig, von Rom oder Worms blieben eine in ihrer eigenen Vaterstadt diskriminierte, exilierte Minderheit, während die Einwohner des Schtetls majoritär, also bei sich zu Hause waren; ihre nichtjüdischen Nachbarn, etwa die polnischen Adeligen, mochten mächtig und reich sein und auf sie herabsehen: Die Juden waren jedoch von ihrer eigenen Überlegenheit überzeugt. Im Schtetl gab es nicht eine Spur eines Minderwertigkeitsgefühls wegen der Zugehörigkeit zum Judentum und daher nicht die geringste Neigung, das eigene Wesen zu verhüllen oder wie die anderen zu werden.“

Die aschkenasischen Juden der Schtetlech sprachen im Alltag zumeist Jiddisch. An ihren religiösen Traditionen hielten sie meist in erheblich höherem Maße fest als ihre Glaubensbrüder in Mittel- oder Westeuropa. Werktags lernten die Kinder im Cheder, am Sabbat und den jüdischen Festtagen waren die meisten Bewohner in der Synagoge, auf Jiddisch „Schul“ genannt, anzutreffen, und auch für Kleidung und Haartracht bestanden zahlreiche Vorschriften.
In ihrer Sozialstruktur waren die Schtetlech meist durch eine breite Unterschicht aus mittellosen Handwerkern, Kleinhändlern und Taglöhnern geprägt. Häufig herrschte in den Schtetlech unvorstellbare Armut; die Errungenschaften der Aufklärung und des Industriezeitalters waren an ihnen weitgehend spurlos vorübergegangen. Oft fehlte es sogar an Heizung, Kanalisation und befestigten Straßen. Nicht zuletzt aufgrund der verbreiteten messianischen Endzeiterwartung trugen viele Schtetlbewohner ihre prekäre materielle Lage mit Gleichmut. Andere freilich wanderten, besonders in der zweiten Hälfte des 19. Jahrhunderts, aus, sei es nach Westeuropa oder in die Vereinigten Staaten.
Während Teile der neuen jüdischen Intelligenzija und der Maskilim seit dem 18. und vor allem dem 19. Jahrhundert die Kultur und Lebensweise des Schtetl – bisweilen mit gewisser Verachtung – als rückständig und ein zu überwindendes Ergebnis der Diskriminierung und Ghettoisierung der Juden betrachteten und das Jiddische als eine rückständige Jargon-Sprache ansahen, lernten um 1900 einige jüdische Intellektuelle und Schriftsteller diese Kultur schätzen und entwickelten schließlich ein positives, oft verklärendes Bild der nun als „authentisch“ wahrgenommenen jüdischen bzw. jiddischen Schtetl-Kultur. Dem Leben in den Schtetl wurden vielfach literarische Denkmäler gesetzt, in jiddischer Sprache (Scholem Alejchem, Mendele Moicher Sforim, Isaak Leib Perez, Isaak Schtern) ebenso wie in hebräischer (Samuel Agnon) und in deutscher (Joseph Roth, Karl Emil Franzos). Seit der nahezu vollständigen Vernichtung der Schtetlech und ihrer Bewohner in der Shoah wendet sich der nostalgische Blick auf die frühere Schtetl-Kultur ins Positive und führt häufig zur Verklärung.

## Geschichte
Die Geschichte der Schtetlech reicht bis ins 12. Jahrhundert zurück, als Bolesław III. Schiefmund vor Verfolgung geflohenen Juden aus Mittel- und Westeuropa die Ansiedlung im Königreich Polen gestattete. Polnisch-litauische Adelige (Szlachta) bemühten sich in den folgenden Jahrhunderten Juden auf ihren jeweiligen Ländereien, in privaten Ortschaften, anzusiedeln. Diese Ortschaften wurden auf Jiddisch Schtetl, oder auf Polnisch, Miasteczko genannt. Die Motivation der Juden sich dort anzusiedeln bestand darin, dass es größere religiöse und rechtliche Freiheit und bessere wirtschaftliche Möglichkeiten gab. Die den Zuwanderern gewährten Freiheiten – auch für zugewanderte Nichtjuden – standen im Gegensatz zur Unfreiheit der auf den Ländereien ebenfalls lebenden leibeigenen Bauern. Die Szlachta wiederum profitierten, indem sie bestimmte Monopole und Privilegien verpachteten (wie Steuerpacht). Ein oberster Pächter verpachtete diese weiter, beispielsweise das Recht zum Alkoholausschank an mehrere Besitzer von Gastwirtschaften oder Schenken. Ähnliches gab es für Mühlen, Wälder, Imkereien und so weiter.
In der Folgezeit kam es auch in Polen wiederholt zu Pogromen, denen etliche Schtetlech zum Opfer fielen. Nach den Teilungen Polens von 1772, 1793 und 1795 gehörten die Schtetlech entweder zum Russischen Kaiserreich oder zu Österreich-Ungarn, einige wenige auch zu Preußen. Vor allem im Zarenreich geriet die Schtetl-Kultur zunehmend unter Druck: So verbot Zar Alexander III. in den sog. Maigesetzen (1882) den Juden den Aufenthalt in Ortschaften mit weniger als 10.000 Einwohnern. Auch wirkten sich die Aufstände, Revolutionen und Bürgerkriege des frühen 20. Jahrhunderts ebenso aus wie die nunmehr auch in Osteuropa beginnende Industrialisierung. Völlig ausgelöscht wurden die Schtetlech schließlich durch die Shoah 1939–1945, wo der größte Teil der osteuropäischen Juden umgebracht wurde.
Mit Schtetlech vergleichbare Wohnviertel gibt es heute in verschiedenen Quartieren des New Yorker Stadtteils Brooklyn, in den New Yorker Vororten Kiryas Joel, New Square und Monsey, in Montreal sowie in dessen Vorort Kiryas Tosh, in London, in Antwerpen und in Jerusalem (etwa im Stadtteil Me'a Sche'arim) und Umgebung.

## Ausgewählte Schtetlech (in alphabetischer Reihenfolge)
| A Antopal B Bălți (Belz) Bar Będzin (Bendzin) Belaja Zerkow Bełchatów Belz (Bels) Berdytschiw Bereschany Białobrzegi Białystok Bielsk Podlaski (Bielsk-Podliask) Bircza Brazlaw Brody Brzozów Butschatsch Budaniw Bukowsko Burschtyn Bytom (Beuthen) C Ciechanów Czeladź Częstochowa (Tschenstochau) Czyżew D Dąbrowa Górnicza Dąbrowa Tarnowska Dąbrowa Białostocka Damatschawa Dębica (Dembits) Drahitschyn (Drogičin) Drohobytsch Dukla Dynów | F Frysztak G Gąbin (Gombin) Głogów Małopolski Głowaczów Głowno Gombin Ger Gorlice Gostynin Grybów Grodzisk Mazowiecki Gura Humorului H Hrodna Hrubieszów (Rubieschow) Hussjatyn I Iłża (Drildz) Inowłódz Iwaniska (Iwansk) Izbica J Jabłonka Kościelna (Gemeinde Wysokie Mazowieckie) Janów Sokolski Jarosław Jasło Jedwabne Jurbarkas Justingrad | K Kalusch Kamieńsk (Kaminsk) Kańczuga Kielce Kiernozia Kleczew (Kletschoi) Klimawitschy Knyszyn Kock Kolbuszowa Kolno (Groß Köllen) Kolomyja Korczyna Kossiw Kozienice Krasnosielc Krosno L Lachwa Łańcut Łask Łódź Łomża Łosice Lubaczów Lubawitsch Luniniec Luzk | M Majdan Królewski Medschybisch Międzyrzec Podlaski Mielec Miloslavichi Mińsk Mazowiecki Mława Motol N Niebylec Nowa Brzeźnica Nowy Dwór Nowy Korczyn Nowy Sącz (Neusandez) Nur O Obech Olkusz Opoczno Osaritschi Ostrołęka (Ostrolenka) Ostrów Mazowiecka P Pabianice Pilzno (Pilsno) Pidwolotschysk Pinsk Piotrków Trybunalski (Petrikau) Płock Połaniec (Plontsch) Polazk Przemyśl Przeworsk | R Radevits (Rădăuți) Radom Radomsko Radomyśl Wielki Radziłów Radzyń Podlaski Raniżów Ropczyce Różan Rozwadów Ruschyn Rymanów Rzeszów S Sadagóra Sanniki Sanok Sbarasch Schklow Schytomyr Sędziszów Małopolski Sejny (Seini) Šiauliai Sidra (Sidre) Slonim Sluzk Sochocin Sokołów Małopolski Solotschiw Sompolno Sosnowiec Starokostjantyniw Staszów Stryj Strzyżów Supraśl Suwałki (Suwalken) Szczuczyn | T Tarascha Tarnobrzeg Tarnów Ternopil Tomaszów Mazowiecki Trachimbrod Troki (Trakai) Trzcianne Tschawussy Tschortkiw Tyczyn Tykocin (Tyktin) U Ulanów Uście Solne W Warta Wielkie Oczy (Wilkatsch Wilkatschi) Wieluń Wizna Włoszczowa Wolotschysk Wyschnyzja Wysokie Mazowieckie Wyszogród Z Zablotow Zabłudów Zakroczym Zambrów Zduńska Wola Zelów Zgierz Żmigród Nowy Zolynia Zšetl (Dsjatlawa) |

Daneben seien noch einige fiktionale Schtetlech genannt: das dem deutschen Schilda entsprechende Chelm etwa, das Schtetl Kasrilevke aus den Erzählungen von Scholem Alejchem sowie Anatevka, der Schauplatz des Musicals „Fiddler on the roof“.
Als Schtot zu betrachten sind indes etwa Breslau, Brest, Budapest, Chișinău, Czernowitz, Danzig, Daugavpils (Dünaburg), Dnipropetrowsk, Glogau, Iași, Kaunas, Kiew, Klausenburg, Königsberg i.Pr., Krakau, Lemberg, Minsk, Odessa, Posen, Prag, Riga, Wilna, Wien, Wizebsk und Warschau.